# 岫岩站
岫岩站，位于中华人民共和国辽宁省鞍山市岫岩满族自治县，是海岫铁路、岫庄铁路上的火车站，建于1990年，于2019年9月28日开办客运业务，由沈阳铁路局管辖。

## 歷史
- 建于1990年。

## 外部連結
- 中国铁路客户服务中心 （页面存档备份，存于）